# Laurêncio de Bizâncio
Laurêncio (em grego:  Λαυρέντιος; Laurentius) foi bispo de Bizâncio por onze anos e seis meses, entre 154 e 166. Durante este período, foram imperadores romanos Antonino Pio (r. 138–161) e Marco Aurélio (r. 161–180).